# Juan de Palafox y Mendoza
Juan de Palafox y Mendoza (26 juin 1600, Navarre – 1er octobre 1659, Navarre) est un évêque espagnol puis vice-roi de Nouvelle-Espagne du 10 juin 1642 au 23 novembre 1642. Il est béatifié à El Burgo de Osma le 5 juin 2011 par le cardinal Angelo Amato. Il est fêté le 1er octobre.

## Jeunesse
Né en Navarre au tournant du XVIIe siècle, Palafox y Mendoza est le fils naturel de Jaime de Palafox. Il est élevé pendant dix ans par une famille de meuniers qui le prénommèrent "Juan". Ensuite, son père le reconnait et il étudie à Alcalá et Salamanque.
En 1626, il est représentant de la noblesse aux Cortes de Monzón, puis procureur du Conseil de Guerre des Indes.
Il est ordonné prêtre et devient chapelain de Marie d'Autriche, sœur du Roi Philippe IV d'Espagne qu'il accompagne lors de ses nombreux voyages en Europe.

## Carrière ecclésiastique
En 1639, Philippe IV le nomme évêque de Puebla de los Ángeles au Mexique (alors en Nouvelle-Espagne) puis le Pape Urbain VIII confirme sa nomination. Son ordination a lieu à Madrid le 27 décembre 1639. Il arrive à Veracruz le 24 juin 1640, en compagnie du Vice-roi, Diego López Pacheco Cabrera y Bobadilla, avec qui il fait connaissance sur le bateau. Palafox est également nommé visitador (représentant du Roi) afin d'enquêter sur les deux précédents vice-rois. Il est évêque de Puebla de 1640 à 1655 puis archevêque de Mexico par intérim de 1642 à 1643.
Il fonde le couvent dominicain de Santa Inés, modifie l'ordonnancement du séminaire de San Juan et fonde les collèges de San Pedro et San Pablo. Il fonde également l'école pour filles de Purísima Concepción et travaille à l'achèvement de la cathédrale qui sera consacrée le 18 avril 1649.
En tant qu'évêque, Palafox y Mendoza se distingue par ses efforts pour protéger les Indiens de la cruauté des Espagnols, interdisant toutes méthodes de conversion autres que la persuasion.
En ceci et d'autres affaires, il se heurte à l'hostilité des Jésuites qu'il fait interdire en 1647. Ceux-ci répondent en l'excommuniant. Palafox, par deux fois, en 1647 et 1649, envoie à Rome une plainte formelle les concernant. Le Pape, cependant, refuse d'approuver ses arguments et tout ce qu'il obtient est une lettre d'Innocent X (le 14 mai 1648), enjoignant aux Jésuites de respecter sa juridiction épiscopale. Le 20 mai 1655, Palafox et les Jésuites signent un accord, mais leurs querelles continuent. Palafox attaque notamment les Jésuites pour leur attitude dans la querelle des rites en Chine, en déclarant que l'attitude des Jésuites qui tolèrent les rites traditionnels de vénération des ancêtres chez les convertis chinois au catholicisme est hérétique. Cette même année, les Jésuites parviennent à assurer son transfert au petit siège de Osma en Castilla la Vieja.
Palafox est un authentique défenseur des arts et c'est pendant son épiscopat à Puebla que la cité devint le centre musical de la Nouvelle-Espagne. Les compositeurs comme Juan Gutiérrez de Padilla, maestro di capilla de la cathédrale et l'un des plus fameux compositeurs du Mexique au XVIIe siècle, amènent, dans le Nouveau Monde, les tout derniers styles musicaux européens. Palafox croit également aux vertus de l'éducation. Il fonde la Bibliothèque Palafoxiana le 5 septembre 1646, la dotant de cinq mille ouvrages de science et de philosophie.
En 1694, Charles II d'Espagne propose sa canonisation; mais bien qu'elle passe les étapes préliminaires, assurant à Palafox le titre de Vénérable, elle échoue sous Pie VI, à cause de l'intervention des Jésuites. Palafox n'est béatifié que bien plus tard, le 5 juin 2011.
Ses écrits sont publiés en 15 volumes à Madrid en 1762.

## Carrière politique
En tant que visitador general, l'évêque Palafox y Mendoza rompt avec le Vice-roi Diego López Pacheco Cabrera y Bobadilla en 1642, l'accusant de collusion avec le Portugal (Le Portugal était alors en rébellion contre l'Espagne). Palafox arrive secrètement dans la capitale et pendant la nuit du 9 au 10 juin, il réunit l'Audiencia et déclare ses soupçons. Il ordonne ensuite que le Palais du Vice-roi soit mis sous bonne garde. Le matin suivant, le Vice-roi est informé qu'il est arrêté et que l'évêque a été nommé archevêque de Mexico et Vice-roi de Nouvelle-Espagne. Ses biens sont confisqués et il est retenu quelque temps avant d'être autorisé à rentrer en Espagne. Là-bas, il sera acquitté des charges pesant contre lui.
Durant son bref mandat de Vice-roi, Palafox établit les lois régissant l'Université, l'Audiencia et la profession juridique. Il fait suspendre deux membres de l'Audiencia qui n'approuvent pas ses réformes. Palafox lève douze compagnies de milice afin d'empêcher que la révolte du Portugal et de la Catalogne ne se répande dans la colonie. Il fait détruire les statues païennes des Indiens que l'on avait conservées dans la capitale comme trophées de la conquête espagnole.
Il fut remplacé en tant que Vice-roi par García Sarmiento de Sotomayor le 23 novembre 1642 mais continua d'exercer son mandat de visitador.